# Jan Hollitzer
Jan Hollitzer (* 3. Mai 1980 in Mühlhausen/Thüringen) ist ein deutscher Journalist und seit 1. November 2018 Chefredakteur der Tageszeitung Thüringer Allgemeine.

## Leben
Hollitzer absolvierte ein Volontariat bei der Journalistenschule Ruhr. Er kam dann zur Thüringer Allgemeinen, bei der er anfangs als Crossmedia- und Lokalredakteur und von 2009 bis März 2015 als Online-Chef tätig war. Er wechselte als Online-Chef zur Berliner Morgenpost und rückte dort im Juli 2015 in die Chefredaktion auf. Ab Oktober 2017 war er stellvertretender Chefredakteur beim Nachrichtenportal t-online.de.
Hollitzer war am 19. Dezember 2016 Augenzeuge des Anschlags auf den Berliner Weihnachtsmarkt an der Gedächtniskirche und berichtete mit einem Internet Live-Video-Stream aus der Fahrgasse des LKW durch die Verkaufsstände, unmittelbar nach dem mutmaßlichen Angriff.